# Jan II (biskup serecki)
Jan II (zm. 29 stycznia 1434 r.) – duchowny katolicki, biskup serecki od 2 września 1420 r.